# Air Bud 5 – Vier Pfoten schlagen auf
Air Bud 5 – Vier Pfoten schlagen auf ist ein US-amerikanischer Kinderfilm aus dem Jahr 2003 unter der Regie von Mike Southon. Der Film ist der fünfte und letzte Film der Air-Bud-Reihe.

## Handlung
Als Klempner verkleidet spionieren Doug und Gordon das Museum der Kleinstadt Fernfield aus und planen, einen Diamanten zu stehlen. Beim Jahrmarkt der Stadt tritt Noah Sullivan mit Golden Retriever Buddy bei einem Hunderennen an und sie gewinnen. Von Buddys Fähigkeiten beeindruckt planen Gordon und Doug, Buddy zu klauen und mit seiner Hilfe das Alarmsystems des Museums zu umgehen.
Da Andreas Nachbarin und beste Freundin Tammy nach Kalifornien zieht, versucht sie, Geld zu verdienen um sie zu besuchen. Weil ihre Eltern auf eine Veterinärkonferenz müssen, reist Andreas Großmutter Gram Gram mit ihrem sprechenden Papageien Molly an, um auf sie, ihren Bruder Noah und Buddy aufzupassen. Da Andreas Versuche, sich Geld zu erarbeiten, scheitern, beginnt sie mit ihrem neuen Nachbarn Connor, Beachvolleyball zu spielen. Gewinnt das Team die Qualifikation, erwartet sie eine Reise an die Meisterschaft nach Malibu (Kalifornien). Als eine ihrer Mitspielerinnen aus privaten Gründen das Team verlässt, springt Buddy ein.
Am Tag des Finalspiels schaffen es Gordon und Doug, Buddy zu klauen und nutzen ihn beim Diamantdiebstahl. Buddy trickst die Diebe aus und rennt mit dem Diamanten zum Sheriff. Die Diebe werden abgeführt und Buddy gewinnt mit dem Team das letzte Volleyballspiel, sodass sie nach Kalifornien reisen können.

## Veröffentlichung
Der Film ist als Direct-to-Video-Film am 24. Juni 2003 direkt auf DVD erschienen (Buena Vista Home Entertainment). Walt Disney brachte den Film am 16. Juni 2008 in einer Doppel-DVD mit dem vierten Air Bud Film erneut heraus. Im März 2005 erschien er in Deutschland. Er wurde 2003 auf dem Disney Channel ausgestrahlt und 2006 das erste Mal im ZDF.

## Synchronisation
| Rolle        | Darsteller         | Dt. Synchronstimme  |
| ------------ | ------------------ | ------------------- |
| Andrea Framm | Katija Pevec       | Katharina Iacobescu |
| Mr. Tilly    | J. Winston Carroll | Michael Gahr        |
| Phil         | C. Ernst Harth     | Thomas Albus        |
| Sheriff Bob  | Patrick Cranshaw   | Horst Raspe         |